# Franck Boidin
Franck Boidin (* 28. srpna 1972 Hénin-Beaumont, Francie) je bývalý francouzský sportovní šermíř, který se specializoval na šerm fleretem. Francii reprezentoval v devadesátých letech a v prvním desetiletí jednadvacátého století. Na olympijských hrách startoval v roce 1996 v soutěži jednotlivců a získal bronzovou olympijskou medaili. V roce 2001 obsadil třetí místo na mistrovství světa v soutěži jednotlivců a v roce 1996 třetí místo na mistrovství Evropy. S francouzským družstvem fleretistů vybojoval v roce 1997 a 2001 titul mistrů světa.